# 鹿間貝屬
鹿間貝屬，是一屬已滅絕的雙殼綱貝類，其殼體可長達1公尺以上，是僅次於疊瓦蛤的大型貝類，生存於二疊紀的日本，在阿富汗和馬來西亞可能也有分布。模式標本發現於岐阜縣大垣市，屬名以已故古生物學家鹿間時夫為名。可分為兩個亞屬，Shikamaia以及Alatoconcha